# Acanthoceto pichi
Acanthoceto pichi là một loài nhện trong họ Anyphaenidae.
Loài này thuộc chi Acanthoceto. Acanthoceto pichi được M. J. Ramírez miêu tả năm 1997.